# Manitoba
Manitoba tartomány Kanada déli középső részében. Az ország nyolcadik legnagyobb tartománya 647 797 km²-es területével. Népessége - 2008-as becslés szerint 1 193 566 fő - az ötödik legnagyobb a kanadai tartományok között.
Fővárosa és egyben legnagyobb városa Winnipeg. Más tízezernél több lakosú városai: Brandon, Thompson, Portage la Prairie és Steinbach. A szövetségi kormány 1870-ben ismerte el önálló tartománynak, és ezzel Manitoba lett az Északnyugati területekből kihasított első tartomány. A kanadai préri három tartománya közül a legkeletibb.
Nevét Loius Riel felkelővezértől kapta. A szó etimológiailag a szellem jelentésű algonkin indián manitu szóból ered. Bár földrajzilag az ország közepén helyezkedik el, történelmileg Kanada első nyugati gyarmatának tartják. Az egyedüli kanadai tartomány, amelynek mélyvízi sarkvidéki tengeri kikötője van: Churchill a Hudson-öbölben, amely egyben a Kanadát Ázsiával összekötő víziút egyetlen kanadai állomása.

## Történelem
A tartomány területe az európaiak megérkezése után még sokáig prémvadászok vadászterülete volt. 1821-ben egyesítették a brit Hudson-öböl Társaságot és a kanadai franciák által alapított Északnyugati Társaságot. 1869-ben lett Kanada része, azon belül először az Északnyugati területek része volt, de már 1870-ben megszervezték Manitoba tartományt, amely mai határait 1912-ben érte el.
A legkorábbi európaiak francia nyelvű kanadaiak voltak. A tartomány megszervezése után feszültséget okozott, hogy ők ragaszkodtak az államilag támogatott katolikus hitoktatáshoz. A kérdés jelentőségét végül a nagyszámú új bevándorló szüntette meg azzal, hogy a francia nyelvű katolikusok törpe kisebbséggé váltak.
A Canadian Pacific Railway (Kanadai Csendes-óceáni Vasút) megépülte gyors fellendülést hozott. A tartományba áramlottak az új bevándorlók, távolról érkezett a tőke. Búzát termeltek távoli piacokra. Winnipeg az 1910-es években Kanada harmadik legnagyobb városa volt.
Az évtized második felében lelassult a növekedés. A Panama-csatorna megnyitása 1914-ben csökkentette a vasút jelentőségét, az Európában dúló világháború miatt meg a korábbinál lényegesen kevesebb új bevándorló érkezett. Az 1929-ben kitört nagy gazdasági világválság nagyon keményen sújtotta a tartományt. Védekezésül feladták az egyoldalúan a búza termesztésére épülő gazdasági szerkezetet.
A 20. század második felében jelentős infrastrukturális beruházások zajlottak. Ezek közül az árvízvédelem kiépítése különösen fontos.

## Földrajza
Kanada középső hosszúsági fokain helyezkedik el, bár Nyugat-Kanada részének tartják. Nyugati szomszédja Saskatchewan, keleten Ontario, északon Nunavut és a Hudson-öböl, délen az Amerikai Egyesült Államok két tagállama: Észak-Dakota és Minnesota.
Hosszú partvonala van, részben a tengeren, a Hudson-öbölnél, részben a tavain. A Winnipeg-tón, a világ tizedik legnagyobb édesvizű taván kívül Manitobának még két nagy tava van: a Manitoba-tó és a Winnipegosis-tó. A tavak a tartomány teljes területének 14,5%-át borítják.
A Winnipeg-tó Dél-Kanada legnagyobb tava és keleti oldalán található néhány a világ legérintetlenebb, ősi állapotú vízgyűjtőterületei közül. A tóba keletről ömlő folyók és a környékük szinte érintetlenek. Kanada legdélebbi erdei rénszarvas csordái a Winnipeg-tó keleti oldalánál legelésznek.
A Winnipeg-tó keleti oldalán sok lakatlan sziget található. A tartomány egészében több ezer a szigetből áll. Manitoba legfontosabb vízfolyásai a Vörös folyó, az Assziniboin folyó, a Nelson-folyó, a Winnipeg-folyó, a Hayes-folyó, a Whiteshell-folyó és a Churchill-folyó.

## Népesség

### Legnépesebb települések
| Kép      | Rang | Város              | Régió                                         | Népesség | Rang | Város              | Régió                                         | Népesség | Kép       |
| -------- | ---- | ------------------ | --------------------------------------------- | -------- | ---- | ------------------ | --------------------------------------------- | -------- | --------- |
| Winnipeg | 1.   | Winnipeg           | Winnipeg Metropolitan Region                  | 749 607  | 11.  | St. Clements       | Interlake Region Winnipeg Metropolitan Region | 11 586   | Steinbach |
| Winnipeg | 2.   | Brandon            | Westman Region                                | 51 313   | 12.  | Selkirk            | Interlake Region Winnipeg Metropolitan Region | 10 504   | Steinbach |
| Winnipeg | 3.   | Steinbach          | Eastman Region                                | 17,806   | 13.  | East St. Paul      | Interlake Region Winnipeg Metropolitan Region | 9 725    | Steinbach |
| Winnipeg | 4.   | Hanover            | Eastman Region                                | 17 216   | 14.  | Morden             | Pembina Valley Region                         | 9 929    | Steinbach |
| Winnipeg | 5.   | Springfield        | Winnipeg Metro Region                         | 16 142   | 15.  | Stanley            | Pembina Valley Region                         | 8 981    | Steinbach |
| Brandon  | 6.   | Winkler            | Pembina Valley Region                         | 13 745   | 16.  | Rockwood           | Winnipeg Metro Region                         | 8 440    | Hanover   |
| Brandon  | 7.   | Portage la Prairie | Central Plains Region                         | 13 270   | 17.  | Dauphin            | Parkland Region                               | 8 368    | Hanover   |
| Brandon  | 8.   | Thompson           | Northern Manitoba                             | 13 035   | 18.  | Macdonald          | Winnipeg Metro Region                         | 8 120    | Hanover   |
| Brandon  | 9.   | Taché              | Winnipeg Metro Region                         | 11 568   | 19.  | Ritchot            | Eastman Region                                | 7 469    | Hanover   |
| Brandon  | 10.  | St. Andrews        | Interlake Region Winnipeg Metropolitan Region | 11 913   | 20.  | Portage la Prairie | Westman Region                                | 6 888    | Hanover   |

### Legnépesebb agglomerációk
| Agglomeráció                            | Népesség |
| --------------------------------------- | -------- |
| Winnipeg Census agglomeration area      | 834 678  |
| Brandon Census agglomeration            | 54 268   |
| Winkler Census agglomeration            | 32 655   |
| Steinbach Census agglomeration          | 17 806   |
| Portage la Prairie Census agglomeration | 13 270   |
| Thompson Census agglomeration           | 13 035   |